# الطعام المجمد

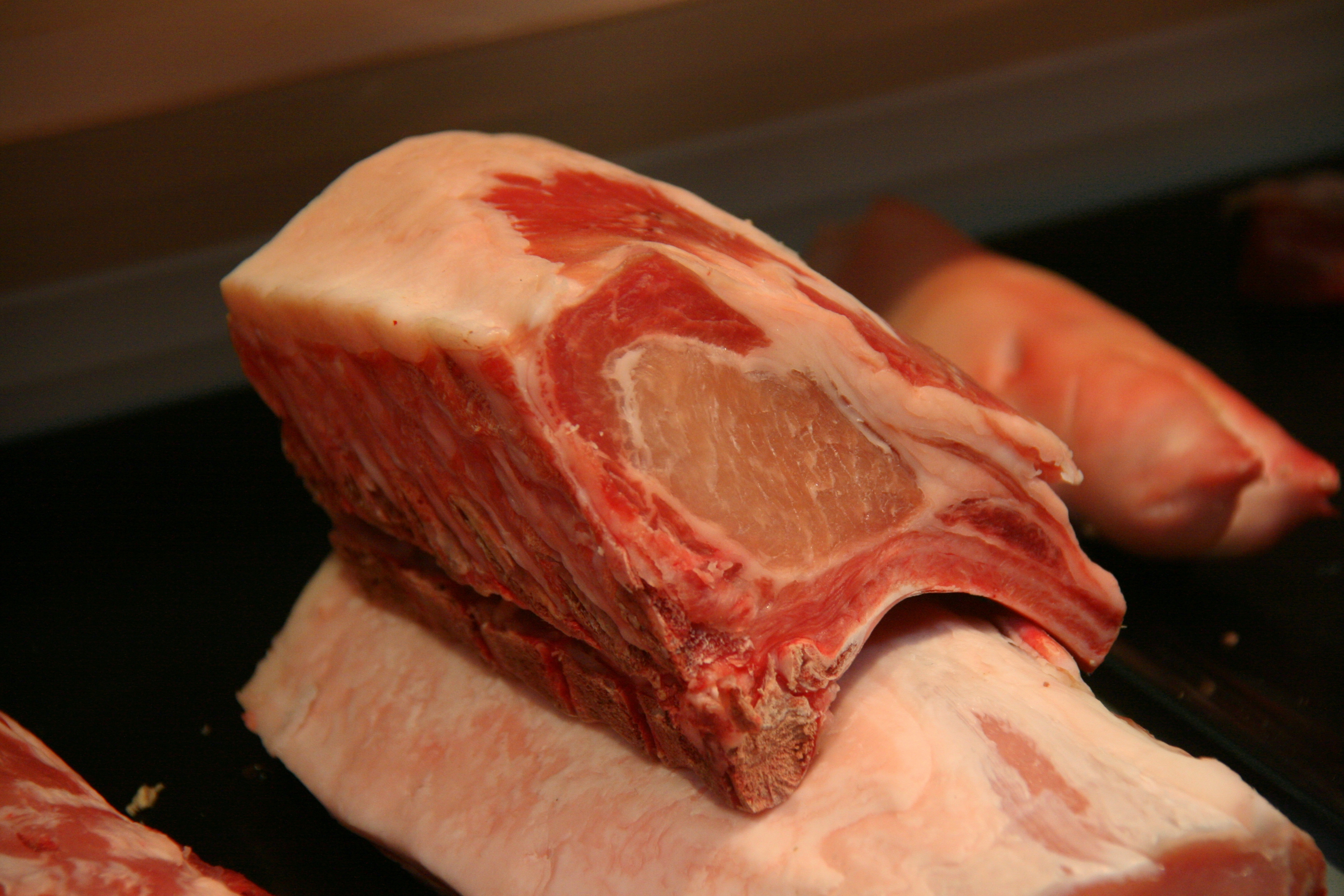

الطَّعَامُ المُجَمَّدْ هو الطَّعَامُ الذي يُخزّن بدرجات تثليج تبلُغ أو تقِلُ عن 0 ˗ -5 سلزيوس (32-23 فهرنهايت). وتتمثلُ أهمُ الشروط الأساسية لإنتاج مُنتَجَات الطَّعَام المُجَمَّد بالجودة العالية وضمان السلامة المكروبيولوجية عند نقطة الاستهلاك. وقد أصبَحَ الطَّعَامُ المُجَمَّدُ مُتاحًا بالمملكةِ المُتَّحِدَة، والولايات المُتَّحِدَة، والعديد من البُلدَان الصناعيَّة الأخرى مُنذَ عام 1960.

## التاريخ
- أُنتِجَ أولُ طَّعَامٍ مُجَمَّد بالستينيات وكان عبارة عن شرائح من اللحم وبعض الفطائر.
- وبحلول العِقد التالي (السبعينيات) كانت الثلاجات المنزلية قد امتلأت بإضافات السَلَطَات، والحلويات المصنوعة من الحليب.
- وأما في الثمانينات، فكانت الوجبات الجاهزة، وفطائر الكيش والفلان، ومُختَلَف أنواع الشطائر، والبيتزا، والوجبات الطائفية الخفيفة، والمعكرونة، والحساء جميعها تُحفَظُ مُجَمَّدَةً.
- وفي التسعينيات كانت الحلويات التي لا يدخُلُ في صنعها الحليب، وحشوات الفطائر، ومُختَلَف أنواع المَرَق والصلصة والحساء، والخضروات والفواكه الجَاهِزَة، والسَلَطَات الخضراء عادةً ما تُجَمَّد.
- وبالمثل كانت أنواع الخُبز المُمَيَّز، والتوابل، والسوشي، ولوازم تحضير الوَجَبَات تُجَمَّد بحلول عام 2000. وكانت أدوات التخزين المُستَخدَمَة حينها هي حقائب الزبلوك، وأكياس الفراغ المختومة، وصناديق المُعَجَّنَات، وأوعِيَة الميكروويف البلاستيكيَّة.